# بين شوكلي
بين شوكلي (بالإنجليزية: Ben Shockley)‏ هو ممثل بريطاني، ولد في 3 فبراير 1965 في Hythe, Kent ‏ في المملكة المتحدة.

## وصلات خارجية
- الموقع الرسمي
- بين شوكلي على موقع IMDb (الإنجليزية)
- بين شوكلي على موقع قاعدة بيانات الفيلم (الإنجليزية)